# Le Rochereau
Le Rochereau là một xã Pháp, tọa lạc ở tỉnh Vienne et la région Nouvelle-Aquitaine, Pháp. Xã này có diện tích 8,93 km², dân số năm 2006 là 663 người. Xã nằm ở khu vực có độ cao trung bình 123 m trên mực nước biển. 

## Biến động dân số
| Năm | 1962 | 1968 | 1975 | 1982 | 1990 | 1999 | 2006 |
| --- | ---- | ---- | ---- | ---- | ---- | ---- | ---- |
| Dân số | 500  | 553  | 531  | 560  | 593  | 630  | 663  |
| From the year 1962 on: No double counting—residents of multiple communes (e.g. students and military personnel) are counted only once. |      |      |      |      |      |      |      |